# Jean-Luc Ribar
Pour les articles homonymes, voir Ribar.
Ne doit pas être confondu avec Jean-Luc Arribart.
Jean-Luc Ribar, né le 26 février 1965 à Roanne (Loire) et mort le 17 mars 2022 dans la même ville, est un footballeur français.

## Biographie
Le poste de prédilection de Jean-Luc Ribar est milieu de terrain. Il débute en Division 1 le 17 novembre 1983, lors d'un match Toulouse FC-AS Saint-Étienne (2-1).
Il joue en équipe de France dans les catégories espoirs, en juniors et en militaires.
En 1986, il dispute le Festival International Espoirs de Toulon avec l'équipe de France espoirs. Les Français s'inclinent en finale face à la Bulgarie. Avec notamment un but face à la Hongrie, Jean-Luc Ribar est élu meilleur joueur du tournoi.

## Clubs successifs
- 1980-1981 : Roanne
- 1981-nov. 1987 : Saint-Étienne
- nov. 1987-1988 : Lille
- 1988-1989 : Quimper
- 1989-1995 : Rennes[3]

## Palmarès
- Champion d'Europe Juniors avec l'Équipe de France Juniors
- Finaliste du Festival International Espoirs en 1986.
- Meilleur joueur du Festival International Espoirs en 1986.

- Vice-Champion de France de Division 2 en 1986 avec l'AS Saint-Étienne et en 1990 avec le Stade rennais
- 144 matches en Division 1
- 7 sélections en Équipe de France Espoirs